# Dialetti dell'area arcaica calabro-lucana
I dialetti dell'area arcaica calabro-lucana o area Lausberg comprendono le parlate dell'area posta geograficamente a cavallo tra la Basilicata (o Lucania) meridionale e la Calabria settentrionale. Queste parlate, linguisticamente appartenenti al gruppo dei dialetti lucani, sono dette dell'area Lausberg dal nome del linguista tedesco Heinrich Lausberg, che l'ha analizzata per primo.

## Descrizione
Le province interessate sono la zona sud della provincia di Potenza, cioè l'area che va dal lagonegrese al Pollino (con l'eccezione di Lagonegro) e il Senisese, la parte meridionale della provincia di Matera in Basilicata e la zona settentrionale della provincia di Cosenza in Calabria. È un'area piuttosto vasta dal punto di vista geografico, perché ha come nucleo centrale le montagne del Massiccio del Pollino, ma i suoi confini si estendono dal Tirreno allo Jonio.

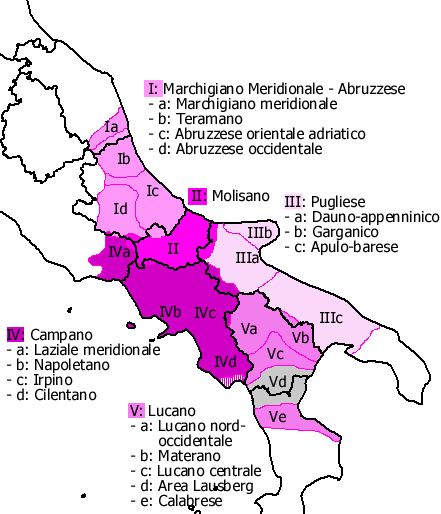
Larea Lausberg è contrassegnata in grigio – Vd

Dal punto di vista linguistico è importante dire che la suddetta zona è il punto intermedio delle vie di comunicazione che collegavano la Calabria con Salerno e soprattutto con Napoli. Essendo zona di transizione, l'area presenterà diversi fenomeni vocalico-linguistici che saranno rilevabili in alcuni comuni, con vocalismi di un certo tipo, e in altri, con altro tipo.
Per rendere concretamente l'ibridazione linguistica, sono qui riportati alcuni vocaboli e le loro rispettive differenze da un comune all'altro:
- es. ital compare (sost.) Maratea (PZ) (vedi dialetto marateota) presenta doppio vocalismo, sia siciliano sia lucano:

-compari/cumpari, in cui l'atona e è assente in fine di parola;

-cumpare, in cui l'atona e è presente in fine di parola, quindi la i che caratterizza il vocalismo siciliano è assente.

- es. ital. neve (sost.) a Lauria (PZ) verrà pronunciata:

-nivi, forma arcaica e in disuso, con vocalismo di tipo siciliano;

-nive, forma più moderna e in uso, con vocalismo di tipo lucano-campano.

In alcune espressioni popolari è possibile notare lo stesso tipo di ibridazione, con rimandi sia al voc. siciliano sia a quello lucano: 
- es. ital. sono sempre escandescenti (trad. lett. li prendono la rabbia), in dialetto risuona come le piglianu le ragge, dove il verbo piglianu è chiaro rimando al voc. siciliano, mentre ragge, che ha in sé la e atona, rimanda al voc. lucano. Si accompagna alla variante le pìglianu li paccìe o fà cùscke, (trad. lett. li prendono la pazzia / le lagne). Stesso fenomeno accade a Lauria per le parole: "niente" = nindi o nindë,"avete" = aviti o avìtë,"dite" = diciti o dicitë, "Felice" = Filici o Filicë, "una fetta di pane" = na feḍḍa 'i pani o na feḍḍa 'i panë, "due volte" = dui voti o dui votë, "le pecore" = li pècuri o lë pècurë, "le persone" = li genti o lë gentë, "un po' di latte" = nu poche 'i latti/nu poche 'i latte, "donne" = fìmmini o fìmminë, "di queste montagne" = di sti muntagni o di sti muntagnë, "paese" = paisi o paisë,"devo vedere" = aggi' a vidi o aggia vidë, "Oh Dio mio!" = Signuri miu o Signurë miu, "divide" = sparti o spartë, ecc., dove si vede l'oscillazione nel pronunciare l'ultima vocale fra "i" (comunque debole) e vocale indistinta (più o meno "e" debolissima), anche a seconda delle contrade e della generazione. Altre volte i laurioti pronunciano distintamente la "i" finale soltanto nella prima di più parole consecutive, come "stanotte piove" = "stanotti chiovë", "quante case stanno facendo!" = "quanti casë (o quanti casi) stanu facennu"!.  Il fenomeno dello schwa finale è invece diffuso maggiormente e storicamente sul lato ionico della Basilicata, ad esempio il poeta lucano Albino Pierro di Tursi  scriveva la "e" muta in fine di parola come una "e" normale, mentre in realtà è un suono indistinto, ad esempio in ie vogghie bbéne, cioè io voglio bene, le vocali finali sono scritte come "e" pur essendo pronunciate in maniera non distinta, uso che per quanto riguarda il lato jonico lucano rimanda non tanto alla Campania, quanto alla Puglia, dove tale fenomeno è diffuso.

La lingua originaria di questa ampia zona era quella italica di ceppo osco-umbro dei Lucani e dei Bruzi: tale realtà linguistica ha lasciato significative testimonianze di sostrato, ad esempio, in Lucania meridionale, la forma "asuliàre" o "asulare", cioè "ascoltare, orecchiare", deriva dall'osco "ausis", forma non rotacizzata in luogo del latino "auris" (orecchie). In seguito, su questo strato autoctono, si è innestata la lingua greca antica (tale area era parte integrante della Magna Grecia), contribuendo al sostrato locale, per poi giungere infine a un'altra lingua italica, in questo caso di ceppo latino-falisco: il latino, la quale marcherà per sempre il divenire linguistico dell'area. Allo stesso modo, come qualsiasi altra varietà linguistica, anche quella di questa zona può presentare posteriori influenze di superstrato, derivanti, oltre che dalle altre varietà italoromanze, anche da altre continuità neolatine più distanti (come quelle galloromanze ed iberomanze) e non romanze (principalmente greco-bizantine).
Secondo Gian Battista Pellegrini la zona viene identificata come: area arcaica calabro-lucana i cui confini a sud delimitano con i comuni di Castrovillari e Mormanno, a nord con Nemoli e Trecchina: in quest'ultimo comune, situato nel potentino meridionale fra Maratea e Lauria, è possibile per esempio sentire ancora in alcune contrade la desinenza -s della seconda persona singolare..
Il Prof. John Trumper dell'Università della Calabria, muove delle critiche a Pellegrini sui confini dell'area dialettale. Secondo lo studioso l'area Lausberg, nel versante calabrese, si sta via via costringendo, lasciando spazio a un'area "mista", dai caratteri spesso similari all'area calabrese, dell'alto cosentino.: 
Dalla parte ionica la zona mista si estende ormai oltre Cassano a Villapiana e fino alla Marina di Trebisacce.»
(Michele A. Cortelazzo, Alberto M.  Mioni, L'Italiano Regionale , a cura della Società di Linguistica Italiana, pag. 25-26)

## Vocalismo
Per quanto riguarda il vocalismo, sono state individuate dagli studiosi più suddivisioni all'interno di quest'area che comunque di per sé costituisce un unicum dal punto di vista linguistico. L'innovazione linguistica del sistema napoletano che cominciava a nascere in Campania già nel I secolo dell'Impero romano si diffonde nel sud dell'Italia grazie alle grandi vie di comunicazione, la via Appia (Roma-Napoli-Taranto-Brindisi) per esempio. Attraverso questa via, i nuovi registri raggiungono le parti settentrionale, occidentale e orientale della Basilicata sovrapponendosi all'antico sistema vocalico latino, ma non arrivano a toccare la zona lucano-calabrese, rimasta in tal senso più conservativa e arcaica.
È stata individuata una prima area con vocalismo di tipo sardo che comprende da un lato comuni della Basilicata meridionale quali Lauria, Castelluccio, Castelsaraceno, Rotonda, Episcopia, Fardella, San Severino Lucano, Terranova di Pollino, Latronico, Nemoli, Agromonte, Senise, Viggianello e Valsinni, e dall'altro comuni del cosentino quali Trebisacce, Albidona, Amendolara, Roseto Capo Spulico, Oriolo, Montegiordano, Rocca Imperiale e Cerchiara di Calabria: è un vocalismo che altrove ha riscontro solamente in Sardegna e riflette un momento arcaico della lingua latina, quando la penetrazione romana verso sud trovò ostacoli dovuti alla resistenza delle popolazioni locali e agli ostacoli naturali (si pensi al Massiccio del Pollino o del Sirino in Lucania).
La seconda area invece è un'area intermedia fra vocalismo siciliano e vocalismo sardo, e comprende comuni in provincia di Cosenza situati subito oltre il confine fra Lucania e Calabria, quali Tortora, Aieta, Praia a Mare, Scalea, Papasidero, Laino Borgo, Laino Castello, Mormanno, Morano Calabro, Castrovillari. Alcuni studiosi hanno inserito in questa fascia intermedia fra vocalismo sardo e siciliano anche i comuni lucani di Lauria e Maratea, individuando una zona siciliana: si tratta di una ristretta area marginale isolata intorno al golfo di Policastro, nella Lucania latina antica, al di sopra della zona a vocalismo arcaico, nei centri di Ascea, Alfano, Camerota e, più all'interno, Lauría.
Il sistema vocalico di tipo siciliano fu introdotto da coloni trasferiti dall'Isola in quella zona in epoca tarda (secolo XII-XIII) ed è caratterizzato dalla fusione della ī lunga, della ĭ breve e della ē lunga del latino in "i", mentre la ū lunga, la ŭ breve e la ō lunga del latino si fondono in "u". Attualmente si trovano relitti di questo vocalismo, tipico oltre che della Sicilia, della Calabria centro meridionale, del Cilento meridionale e della penisola salentina,  a Lauria, Acquafredda e Maratea. Al di là di questa linea intermedia cominciano le aree a vocalismo siciliano vero e proprio dei dialetti calabresi, che si estendono dal Tirreno (Belvedere Marittimo, Diamante) allo Jonio (Corigliano, Rossano, Schiavonea).
La differenza di vocalismo può essere a volte anche all'interno degli stessi comuni, come accade nella cittadina lucana di Lauria: nella pronuncia della lettera "o" il vocalismo è siciliano nel Rione superiore, dove la frase "esce il sole" sarà resa con èss'u sule, dove la "u" di sule è in realtà un suono intermedio fra la "o" e la "u", mentre nel Rione inferiore la frase sarà ess't u sole, dove la "o" di sole appare come una "o" aperta e marcata, come nelle pronunce siciliane e calabresi.
La "U" finale atona viene conservata saldamente nella pronuncia degli anziani, che pronunceranno per esempio a Lauria la parola cervello come "cirviddu", mentre fra i giovani la vocale finale è per lo più pronunciata come un suono intermedio fra la "O" e la "U": "cirviddo", con quella O che sfuma leggermente in una U. 
Caratteristica ancora di questo comune è l'assenza di dittongamenti, presenti invece in molti comuni dell'area Lausberg sia del versante lucano che di quello calabrese: "gioco" sarà pronunciato iucu a Lauria ma iuòcu altrove, "tempo" sarà "timpu" e non tiempu come altrove, oppure "vento" sarà "vindu" e non viendu, "porco" sarà "purcu" e non puorcu, "nostro" sarà "nustu" e non nuostro.

## Verbo
La caratteristica principale della zona arcaica calabro-lucana è quella della "conservazione delle desinenze" latine della seconda e terza persona singolare e della seconda plurale. Prendendo in considerazione le parlate lucane, quindi al di sopra del massiccio del Pollino, la II singolare è rappresentata da vari suoni, che vanno da -si (tu màngisi a Lauria) o -se (la "e" è debolissima e sta per schwa, a Tursi, Nova Siri, Rotonda, Noepoli o Agromonte). La III singolare è rappresentata dalle desinenze -ti (iddu dìciti a Maratea), -te (la "e" è un suono indistinto e debolissimo, nella pronuncia dìcit' o pàsset', a Lauria o Tursi), e ancora -de in altri comuni, sempre con la e debolissima (gioca a fare male = iocade a fà male, come a Noepoli). Qualora invece il verbo sia seguito da una consonante, di solito la "T" cade e produce un raddoppiamento della consonante: a Lauria "Lui mangia a casa = Iddu mangìte a'casa", ma "Lui mangia solo pasta = Iddu mangi ssulu ppasta", con la caduta della t e il raddoppiamento della "S".
La II plurale invece presenta desinenze quali -si o -zi, per esempio "come dite voi" sarà a Maratea "comu dicèsi vui" o a Lauria fra gli anziani si sente ancora "comu dicìsi vui".
- Il verbo essere presenta le forme: "iu su (localmente sunghe o singhe), tu si, iddu (localmente la i viene aspirata) ghè (localmente éte o ié), nui simu, vui siti, iddi su".
- Il verbo avere invece è coniugato: "iu aggiu, tu hai, iddu ha, nui amu (o avìmu), vui avìti (o avìsi), iddi hannu".

Per quanto riguarda i tempi dei verbi, il passato remoto è il più interessante da analizzare, in quanto a Lauria, nel potentino meridionale, presenta tipologie quali "iu mangiai, tu mangiasti, iddu mangiai, nui mangèmmu, vui mangiàstivi, iddi mangèru". Si nota l'uguaglianza della I e III pers. sing. con le desinenze "AI" : per distinguere prima e terza persona singolare si usa talvolta la dentale T alla III sing., così che "Io incontrai Marco= Iu 'ncuntrai a Marcu" ma "Lui incontrò Marco= Iddu 'ncuntraite a Marcu". Il passato remoto è un tempo che oggi viene sempre meno usato dai giovani, sostituito dal passato prossimo, ma parlando con i propri genitori e soprattutto con gli anziani e la gente delle contrade di campagna, è facile notare come venga tuttora usato il passato remoto per riferirsi ad eventi successi anche il giorno prima, fino alla sera prima, simile all'uso della Sicilia e della Calabria meridionale, per poi essere sostituito dal passato prossimo per gli eventi del giorno. Questo è un aspetto estremamente conservativo e caratteristico di queste parlate, caratterizzate da una notevole arcaicità. Fin dal II secolo a.C. questa zona era attraversata da una rete viaria romana, la Capua - Rhegium, che aveva funzione militare e di collegamento con la Sicilia, ma era una scomoda, lenta e pericolosa alternativa ai collegamenti via mare. Si inoltrava nelle montagne della Lucania Meridionale e sboccava in Calabria attraverso il valico di Campotenese: nel tratto lucano-calabro la strada non era in buone condizioni ed era diventata rifugio di ladri e briganti. Anche il re Federico II si recava molto raramente in queste terre, e sempre con parecchi sudditi al seguito, data la pericolosità del tragitto. La situazione delle vie di comunicazione e dei collegamenti in Basilicata, quale si presentò agli occhi della commissione Zanardelli nel 1902, spesso viene proiettata su gran parte della storia regionale nei due millenni. Un isolamento che all'alba del XX secolo appariva terrificante, tanto da far rilevare che “... la popolazione... non ha in molti luoghi i mezzi civili di muoversi, per le sue condizioni di viabilità... Sono ventuno i comuni senza alcuna strada rotabile, la maggior parte nel circondario di Lagonegro... e loro servono di strada i letti dei torrenti...”. Questo era lo stato viario e dei collegamenti nel 1902 e lo stesso primo ministro Zanardelli notava come la Basilicata fosse sconosciuta in gran parte agli stessi suoi abitanti, rendendoli quasi stranieri gli uni agli altri. In un simile scenario la conservazione linguistica trovava il suo humus ideale. Non a caso i centri del lagonegrese, grazie ad un singolare isolamento, dispongono di forme dialettali più arcaiche e meglio conservate (c'è da dire però che Lagonegro è l'unico di questi comuni che linguisticamente si differenzia da quelli circostanti).
A Lauria "Sei andato poi ieri sera a mangiare la pizza?" diventa Pu jsti di sìra a ti mangià a pizza?, ma "Sei andato stamattina a messa?" = Hai iutu stumatinu a'missa?, oppure "Avantieri abbiamo avuto tutti e due la febbre alta" = Di'terza gàppimu tutt' e'ddui a freve gàvuta, "Stamattina mi ha detto Maria che ieri a messa non l'avete salutata, come mai? non l'avete riconosciuta?" = Stumatìnu m'è dittu Maria ca dìiri a'missa nunn'a salutàstivi mica, come'nnè? Nunn'a canuscìstivi mica?, "Siete andati poi ieri sera a Maratea?" = Iìstivi pu di sìra a Maratìa?, "È successo tutto in un attimo" (riferendosi anche a un fatto accaduto il giorno prima) = Fùi tutt'a na vota; altre volte c'è un'alternanza fra passato remoto e prossimo all'interno delle stesse frasi "Ieri pomeriggio sono uscito a fare servizi e ho visto Anna, così gli ho potuto dire quel fatto" = Diìri ssìvi a fà sirvizi e viddi a Anna, accussì l'aggiu pututu dici quiddu fattu oppure "Maria ha già avuto la varicella, l'hai sentita ieri quando ce l'ha detto?" = Marià già add'avuta a varicella, a' sindisti diìri come dissi?. Quest'uso del passato remoto ormai si sente sempre meno fra i giovani, sostituito dalle forme del passato prossimo, quindi per la frase "Ieri Mario ha avuto la febbre" un anziano dirà Dijìri Mariu gàppi a freve ma un ragazzo Dijìri Mariu add'avutu (oppure at'avutu) a freve, così come "Li hai fatti poi ieri gli gnocchi?" = Li facisti pu dijìri li rasckatiddi? dirà un anziano, ma in bocca a un giovane suonerà come Hai fatti pu diììri li rasckatiddi? .
Lauria non è tuttavia l'unico comune in cui quest'uso del passato remoto come passato prossimo è diffuso, è infatti un aspetto rintracciabile anche in altri paesi dell'Area Lausberg in provincia di Potenza come Maratea, Trecchina, Nemoli ("ieri ho detto" nemolese ieri dicèi oppure "ieri ha fatto" ieri facétte) e spostandosi più a est in molti comuni lucani del Parco del Pollino. Inoltre è possibile trovarlo anche nel piccolo borgo medievale di Rivello, paese della Lucania sudoccidentale il cui linguaggio non fa parte dei dialetti dell'Area Lausberg. Nel dialetto di Rivello sono presenti infatti elementi "napoletani" (ad esempio il gruppo -ll viene conservato: Rivello = Riviélle' in dialetto rivellese, mentre il vicino dialetto lauriota ha Rividdu; lei = ella in rivellese,mentre il lauriota ha idda) e "lucani" in generale ( -gl diventa -ggh, ad es. in cogliere = cògghie), ma il passato remoto si ritrova intatto nella sua funzione originaria, come nella lingua siciliana: " Ieri sono andato a casa sua" = Aièri annèi a casa soa, che corrisponde al laurioto Diìri jvi a'casa soia, oppure "Lunedì ho promesso il voto al mio amico e lui mi ha detto grazie" = Lunedì promendèi lo voto all'amiche mìe e ille me dicétte grazie, che corrisponde al lauriota Lunnidìa prummìsi u voto a l'amicu meio, e'iddu mi disse grazzie
Un'altra caratteristica di questi dialetti della Lucania meridionale è l'inserzione di una "D" eufonica, che può essere notata anche in altre espressioni quali "se poi accade che" che in dialetto lauriota si dice "Si d'è ca pu", cioè "se è che poi....", oppure "doppe i de iddru" a Castelluccio, che significa "dopo di lui".
Per quanto riguarda il condizionale la forma maggiormente diffusa in Lucania meridionale è quella in -era: S'avera fame, mangéra cioè "se avessi fame mangerei", ma sono presenti anche alternanze con -isse: Si furrèrimu cchiù bbicini, ngì vinìssimu sira e matinu = "se fossimo più vicini, ci verremo sera e mattino (al santuario)" cita un famoso canto religioso di Lauria. In alcuni paesi si trova anche la forma in -ìa, per esempio a Nemoli "vorrei" sarà vurrìa, "avrebbe" sarà averrìa.
Il condizionale del verbo essere invece presenta varie forme, da furrera a sarrìa fino a sarèra e fussi, che stanno tutti per "io sarei" o "io sarei".

## Grammatica
Dal punto di vista grammaticale, nelle parlate lucane, possiamo analizzare vari fenomeni:
- il gruppo "ll" viene sostituito da "dd" per esempio a Lauria: "lui = iddu (dal latino ille), gallo = gaddu, mollica = muddica, cancello = canciddu, quiddu = quello, uccello = aciddu, martello = martiddu, Viggianiddàru = abitante di Viggianello, Castruviddaru = abitante di Castrovillari", oppure a Senise: "lei = (h)idda". In alcuni comuni però, come Rotonda o Castelluccio la "dd" finale risulta accompagnata dalla consonante "r", a creare una pronuncia identica a quella calabrese del nesso -ddr. Quindi avremo a Castelluccio esiti quali "castiddr' = castello, grutticeddr' = piccola grotta" e "cirividdr' = cervello" così come a Rotonda avremo "ddrà = là, iddru = lui, quiddru = quello, vaddre = valle, nuddro = nessuno, staddra = stalla". Anche nel dialetto di uno dei comuni più settentrionali dell'area Lausberg in terra lucana, Nemoli, nonostante la maggiore vicinanza con il napoletano rispetto ai paesi vicini, si ritrova il gruppo "ddr" in fine di parola: "eddra = lei, eddr' = lui, ddrà = là", alternato alla forma ridotta in "dd": " Riviedd' = Rivello, 'eddo = lui". Forme alternate si ritrovano anche nel vicino comune di Trecchina: "acieddro = uccello, gaddrina = gallina" ma "ieddo = lui", e a San Severino Lucano: "muddrica = mollica, rascatieddi = orecchiette".
- il gruppo "gl", a parte alcune zone dove rimane invariato, per esempio a Lauria "cummugliàtu", "ugliu = olio", dà normalmente "ggh": "tagghiàvis' = tagliavi" a Rotonda, "pigghià = pigliare, figgh' = figlio, mieggh = meglio, tagghià = tagliare" a Nemoli, "pagghiaro = pagliaio", cunigghiu = coniglio, agghi'arrivatu = sono arrivato" a Viggianello, "fìgghiuta = tuo figlio, uogghië = olio" a Senise.
- la vocale iniziale di parola, per influenza dei vicini dialetti calabresi, viene accompagnata spesso da una forte aspirazione o localmente addirittura da una G, quest'ultima peculiarità è diffusa soprattutto a Corigliano Calabro: per esempio "Anna" verrà pronunciato Hanna con aspirazione o addirittura Ganna, "oggi" in dialetto sarà ghòi, "soffiare" ghuffhià. Tale fenomeno può essere fatto risalire anche all'antichità greca (nel nostro caso il dialetto dorico della Magna Grecia), quando le parole spesso presentavano una aspirazione iniziale detta "spirito", conservatasi in queste zone.
- il concetto di "dovere" o "bisogna" è espresso con una locuzione composta dal verbo avere + la congiunzione "a" o "da", cioè "Non devi andare = Nunn'aia ì, non deve dire nulla = nunn'adda dici nindi (localmente nende), Giacomo è dovuto andare alla posta = Giacumu add'apputu (localmente ha'pputu) a ì a'posta, doveva andare a Milano = avìdda ì a Milano, ti dovrebbe dire qualcosa = t'aver'dda dici angunu cuntu", ieri abbiamo dovuto aspettare tre persone dal parrucchiere = dijìri àpp'ma guardà tri cristiani addu'a u barbiru.
- la forte arcaicità del dialetto di questa parte meridionale della Basilicata si evince anche da alcune espressioni usate per indicare complementi di luogo, derivate direttamente dal latino UNDE, cioè "dove". A Lauria per esempio la frase "di dov'è Biagio?" sarà tradotta indifferentemente in tre modi diversi, che variano a volte da contrada a contrada, pronunciata oggiogiorno prevalentemente dalla bocca degli anziani: I'ddunni ghè Biase? o A'ddunn'ghè Biase? o ancora Biase di dd'unnè? ; oppure "da dove stanno arrivando? Da dove provengono?" sarà in laurioto D'addunn' vènunu? o A'ddunn' vènunu? ; e infine l'espressione "per dove andate?" (nel senso di "quale strada farete?) sarà espressa come Pi dd'unni iàte?, per quanto oggigiorno è sempre più diffusa fra i giovani la forma pi dd'uvi iàte?.
- il gruppo "ch" in alcune zone della parte meridionale della provincia di Potenza viene alternato con "gn", per esempio a Lauria "piove" può sentirsi tanto nella forma chiove quanto in quella gnove (nù'gnove = non piove), oppure quando il cielo è coperto e minaccia pioggia si dice che è gnusu, il quale sta per "chiuso".
- sono presenti ancora dei verbi e dei vocaboli molto arcaici nel linguaggio degli anziani e delle persone adulte di Lauria, relitti di una lingua antichissima. Nelle campagne lauriote e dei comuni contigui si può ascoltare ancora il verbo tàliàre che sta per "vedere bene, distinguere con gli occhi", per esempio se in una foto di gruppo si cerca una persona in particolare ma non la si trova, si dirà Adduv'è? Iu nunn'a talìu mica = "Dov'è (nella foto)? Io non riesco a individuarla", oppure se ipoteticamente non si distinguono i numerini della data di scadenza sul contenitore di un prodotto, si dirà Viditìla voi a scadenza ca iu nunnì talìu mica li nummeri = "Leggetela voi la scadenza che io non vedo bene i numeri". Ancora, arcaico e sempre meno usato è il vocabolo cumborëma che sta per "ogni volta che" : cumborëma tò zia vinìa a casa nosta, mi purtava zùccheru e cafè = "ogni volta che tua zia veniva a casa nostra mi portava zucchero e caffè". Altro verbo che talvolta si può ancora sentire è spagnare , usato quasi esclusivamente nella forma negativa: Antonio nun si spagna i'fà tanti viaggi ca machina vuol dire che ad Antonio non manca la voglia di fare tanti viaggi con la macchina, non gli pesa, dunque non spagnarsi di qualcosa vuol dire non avere paura di fare qualcosa e non spaventarsi della fatica che un'azione può comportare, non rifiutarsi di fare una determinata cosa (Antonio nun si spagna d'a fatìga: "ad Antonio non pesa il lavorare sempre"). Oggigiorno è però sempre più usato il sinonimo arrincrisci: Antonio nun s'arrincrisci i'fà tanti viaggi ca machina. Altri verbi suggestivi ma ancora abbastanza comuni sono affruntà 'ncunu e mbruntà 'ncunu, che stanno per "incontrare qualcuno". Si segnala anche un'antica forma di futuro, ormai comprensibile e usata solo dagli anziani, composta dal verbo in questione in unione con "aggio": Iu nun ci varraggio cchiù pi quidda via brutta = "io non ci andrò più per quella via rovinata", da zio Nicola massimu n'oretta ngi staraggio = "da Zio Nicola starò massimo un'oretta". Altrettanto interessante è il verbo "patire",per esempio nella frase "lui patisce" che dagli anziani viene pronunciato iddu pàti, mentre oggi tende ad essere sostituito dalla forma "iddu patìsci"; oppure le parole arcaiche usate per indicare i giorni seguenti "crai, puscrai, puscriddu, puscrone, mùfëlë, mufuliddu, mufulone".
- in alcune espressioni è presente un doppio imperativo, come vìni màngia! = "vieni a mangiare!", và màngia! = "vai a mangiare!", vìni vìdi! = "vieni a vedere!",và vìdi cchì'bbò = "vai a vedere che vuole", và'ti cùrca = "vai a coricarti", và tròva = "vai a trovare", và'ngi cànta puru tu = "vacci a cantare pure tu".
- i sintagmi verbali presentano varie forme; tenendo in considerazione la parlata di Lauria troviamo: penso ca lu dici = "penso che glielo dirai", penso k'u fanu u fucu = "penso che lo fanno il fuoco", t'aggiu purtatu pi'ttu fa leggi = "te l'ho portato per fartelo leggere", fanu d'accussì pi ssi fà vidi "fanno così per farsi vedere, per mettersi in mostra", ha'pputu a chiovi abboglia pi ngi esse tutti sti zanghi = "ha dovuto piovere tanto per esserci tutte queste pozzanghere", penso ca vene crai pi'mmu dici = "penso che viene domani a dirmelo", l'aggiu dittu i mu mannà subbito = "gli ho detto di mandarmelo subito"
- l'influenza del dialetto calabrese nei comuni della Basilicata meridionale si sente molto anche nella cadenza e nella pronuncia di alcune frasi, come ad esempio a Lauria " fa caldo" sarà fa kkàudu con la c molto accentuata e aspirata, come nella classica pronuncia forte calabrese; risentono dell'influenza calabrese i diminutivi, per esempio la parola "purcu" (maiale) a Lauria ne ha due: "purciddu" e "purcidduzzu", o ancora a Viggianello l'espressione utilizzata per dire "a me" è a mmìa, che dunque ricalca perfettamente il dialetto calabrese immediatamente a sud.
- come il cosentino, il dialetto di queste zone presenta però un addolcimento delle classiche lettere forti calabresi nei gruppi consonantici: per esempio nei gruppi "mp>mb" (lambu = lampo), "nc>ng" (angòra = ancora), "nt>nd" (praticamende = praticamente).
- il gruppo "mb" diventa "mm", per esempio la parola usata nel calabrese meridionale per indicare il porcile o la stalla,"zimba", nel dialetto dell'area arcaica calabro lucana diventa "zimma", così come il calabrese "chiumbu" = piombo, nel dialetto di Lauria per esempio diventa "chiummu". Anche il gruppo consonantico "nd" si evolve spesso in "nn" (nduja in calabrese centro meridionale, nnuglia in dialetto lucano, entrambi salumi tipici e preparati con le parti meno nobili del maiale).
- la vocale finale "e" diventa in alcuni casi "a", ad esempio nel dialetto lauriota troviamo canzona per "canzone", importanta per "importante" (femmin.), mugliera per "moglie", televisiona per "televisione", nazziona per "nazione".
- il verbo essere viene spesso sostituito dal verbo avere. Questo fenomeno è molto evidente nel linguaggio delle generazioni più grandi, per esempio a Lauria: è piovuto = "ha'cchiùptu" (oppure: "ha' chiuvùtu), era da tanto tempo che non lo vedevo = "avìa tantu timpu ca nunnu vidìa" o "era tantu timpu ca nunnu vidìa", ce n'è formaggio in frigo = "nginn'ha furmaggiu ndu frìguru?" o "nginn'è furmaggiu ndu frìguru?", da quanto tempo non lo vedi? = "accuant'ha ca nunn'hai visto?". In alcune espressioni il verbo "avere" tende oggi ad essere sostituito da "tenere", dunque se per dire "ce l'ho" un anziano dirà "l'aggiu", un giovane si esprimerà dicendo "u tengo", o ancora per dire "ce l'hai" la forma "u tìnisi" sta sempre più prendendo il sopravvento su "l'hai".

## Magna Grecia
Il territorio della Basilicata meridionale è stato parte integrante della Magna Grecia, era greca la lingua, la cultura, la religione, e solo successivamente giunse la cultura di Roma. A Latronico e nella sua frazione Agromonte per esempio, in provincia di Potenza, si trovano molti vocaboli dialettali di etimologia greca, come cruòpu (letame) dal greco "kopros"(κόπρος), catuòiu (cantina) dal greco "katagaios"(κατάγαιος) , iazzu (luogo dove riposa il gregge), valànu (colui che spinge i buoi), spinnu (forte voglia di qualcosa da mangiare), apulu o ampulu (molle, soffice), ciaràulu (chi ha la bocca aperta e parla troppo), iersu (terra incolta), mporchia (buca, anello), camàscia (stanchezza), stuppièddu (contenitore in legno), chiatru (gelo), milogna (tasso), càmpa (bruco), sarma (carico del mulo), abbientu (persona che riposa temporaneamente), zìmmaru (caprone), gnanà (salire), sc'cherda (scheggia).

## Filastrocche lauriote
Ecco una serie di antiche filastrocche in dialetto lauriota
CICIRINEDDA
Cicirinedda tinia nu cani
muzzicava li cristiani
muzzicava le femmine belle
viva lu cani di Cicirinnedda
GILUSIA
Hai iut'a sirinata
e nun m'hai dittu nindi;
u seppi da li'ggenti
cu ccu ballasti tu
hiu ngi tengu gilusia
e a notti nun ngi dormu;
lu dicu a mamma mia
ca nun ti vogliu cchiu
tu mamma vangi parla
ca hiu mi ngi mbrogliu
nu ricciulinu vogliu
e nun m'adda di ca no
si mi dice ca nun vogliu
hiu mi ngi pigliu pena
l'amure è na catena
ca nun si scatina cchiù.
SAN PASCALE BAILONNE
San Pascale Bailonne
prutitture di li donne
mannammillu nu maritu
bellu, russu e colurito,
cam'a tti, tale e quale
o beatu San Pascale.
SANTA LUCIA
Santa Lucia ìa pi'mmari
nu'bbivìa e nun mangiava
la mbruntai Giasù'Mmaria
"cchì tu gài Lucia mia?"
"Cchì bbogliu avìni hiu
aggiu na figùria a l'òcchi
pu dulori mi sentu morta"
"Và Lucia nel mio orto
ng'è nu pedi di finocchio
cu li mani lu chiantai
cu li pidi u scarpisai
cu la bocca l'ho benedetto
và Lucia adduve t'ho detto"

## Antichi proverbi

### "Dittati" (Lucania meridionale)
I seguenti proverbi sono usati nell'area abitativa di Lauria  e nei comuni limitrofi del versante lucano dell'area Lausberg
- Cu sputa 'gilu, mbbaccia li torna = Chi sputa in cielo, in faccia gli torna, cioè a chi dice male degli altri, prima o poi capita disgrazia simile!
- Ognadunu porta l'acqua a ru mulinu soio = Ciascuno porta l'acqua al suo mulino
- Raccumannà li pecuri a u lupu = Raccomandare le pecore al lupo
- A gatta pressarola fici li gattariddi cicati = La gatta frettolosa fece i figli ciechi
- U supirchiu ruppi u cupirchiu = Il troppo stroppia
- U gabbu coglite e a iastima no! = Il gabbo ha effetto e la iastima no, ossia le bestemmie e i malauguri verso gli altri non hanno effetto quindi non bisogna preoccuparsi, ma bisogna temere se invece si è oggetto di gabbu, ossia se, trovandoci in una situazione negativa o in un momento poco felice, riceviamo commenti di meraviglia da parte della gente, e in questo modo veniamo "adocchiati"
- Tempu ngi vo, dissete u suriciu a' nuce, ma ti pirtusu! = Ci vuole tempo, disse il topo alla noce, ma prima o poi ti buco! Ossia piano piano si raggiungono gli obiettivi più ambiziosi.
- Pignata (oppure cassarola o ancora tighèdda) guardata (arcaico tàliàta) nù'vvodde'mmai = La pentola con l'acqua, se guardata, non bolle
- Si vui fricare il tuo vicino, cùrcati sìra e lèvati matinu (variante gàzati matinu) = Se vuoi superare il tuo vicino, coricati presto la sera ma alzati all'alba la mattina!
- Si dicite u piccatu ma nò u piccatore = Si dice il peccato commesso, ma non chi è stato a commetterlo
- Megliu n'uvu gòi ca crai a gaddina = Meglio un uovo oggi che una gallina domani
- Li ciucci si truzzanu e li varìli ngi vànnu pi sutta = Gli asini si colpiscono di testa e i barili ci vanno di mezzo
- Genti i li fraski aia chiamà cu fiscku = Gente di montagna devi chiamarla con un fischio (detto sulla presunta cafonaggine di chi viene dalla montagna)
- Fat'u fissa pi nnù'gghì a'guerra = Fa lo scemo per non andare in guerra (ossia si comporta da persona poco sveglia e poco intelligente per non avere problemi)
- Hai rummasu cu culu ruttu e senza ciràsi = Sei rimasto col sedere (oppure con il fondo della cesta) rotto e senza ciliegie, ossia dopo tanto sforzo non hai ottenuto niente
- Cu sta a'spiranza i l'ati e nnù'kkucina, a sìra si curca diùnu = Chi sta alla speranza degli altri e non cucina, la sera si corica digiuno
- Cu pecura si fà, u lupu sa mangia = Chi è debole, viene sopraffatto dal più forte
- Chìcati iuncu, ca passete a chìna = Piegati giunco che passa la piena del fiume, ossia se ti trovi in un periodo difficile, aspetta che passi e non fare azioni controproducenti
- Addùve arrìvisi, ddà chiàntisi u zippu = Dove arrivi, là pianti il bastone, ossia arriva fin dove ce la fai ad arrivare e poi ti fermi, proverbio usato in campo lavorativo e scolastico
- A'sckuagliata de 'a nivi si vidunu li strunzi = Allo sciogliersi della neve, si vede lo sterco, ossia con il passare del tempo le situazioni si chiariscono da sole e la giustizia viene a galla
- Amici e cumpari si parla chiaru, opp. u parlà chiaru ghè di l'amici = Il parlare chiaro è degli amici
- L'alivu, adduvi penni, renni = La pianta d'ulivo, dove pende, là rende
- Ngi vò furtuna ndu monnu, adduv' t'abbìi'ssenza? = Ci vuole fortuna al mondo, dove ti avvii senza?
- A cuda et'a cchiù brutta a scurciàne = Quando si ammazza un animale e lo si deve "scorticare", la coda è la parte più difficile, ossia la parte più difficile di un lavoro è quella finale
- Addu'a cù nunn'ha figli, nnì'p'aiutu nì pi cunzigli = Da chi non ha figli, non andare né per aiuto né per consigli
- Vui a vutti china e a mugliera m'briaca! = Vuoi la botte piena di vino e la moglie ubriaca! Sta pr "Ora vuoi troppo!"
- Tri su li putindi, u'rrè, u riccu e cu nun ten'nnindi = tre sono i potenti, il re il ricco e chi non ha nulla
- Sulu a'morti nun c'è rimeriu = Solo alla morte non c'è rimedio
- Quannu u stiavuccu (opp. a canistra) và e vene, a'micizia si mantene = L'amicizia si mantiene solo quando un dono va e un dono viene: i doni venivano avvolti in un fazzoletto, oppure in una cesta
- Megliu fissa ka sinnicu = Meglio essere povero che sindaco, perché si hanno meno problemi e si rischia di meno
- Fà'bbene e scorda, fà male e pinsànci = Fai del bene e dimenticatelo, fai del male e riflettici
- A u iumu cittu nun ci ghì a piscà (opp. Nun passà p'u iumu cittu ca ti nèca) = Non fidarti del torrente silenzioso che è a secco, perché può arrivare improssivamente acqua dal monte e ti travolge, ossia non fidarti di chi sta sempre zitto
- A ricchizza d'u puviriddu et'u sparagnu = La ricchezza del pover uomo è il risparmio
- A parola ka nun si dici, ghè a meglia = La migliore parola è quella che non si dice
- Dìu ni scansi da li pòviri risagliuti e da li ricchi n'puvirtà = Dio ti liberi dai poveri che si sono arricchiti e dai ricchi che diventano poveri
- Attacca u ciucciu addù vot'u patrune = Attacca l'asino dove vuole il padrone, cioè fai quello che ti viene ordinato da chi ne sa più di te, per esempio un medico, e non obiettare
- Pi murì ama sudà, com'a quiddi ca fànu u pane! = E' dura a morire, bisogna sudare, quasi come i fornai davanti a un forno!
- Jinnaru Frivaru e Marzu su trì cavalìri = Gennaio Febbraio e Marzo sono tre cavalieri, cioè tre mesi freddi
- Cu nun pot'abbità (o abbitìsci) si ricogli zuppu a'casa = Chi non può stare mai fermo e non trova pace, è a rischio di cadute dolorose
- Sì varàglisi, o fame o sunnu o minnicarìa = Se stai sbadigliando, o hai fame o hai sonno o sei annoiato
- Gòi nun t'aia fidà mancu i l'ombra toia, ca na vota è longa e n'ata vota è curta = Non ti fidare di nessuno oggigiorno, neanche della tua ombra che una volta è lunga e una volta è corta
- A nnascka i Calavrìsi nun ci sta mmosca = Davanti al naso dei calabresi non si fermano mosche, ossia è difficile che un calabrese subisca prepotenza
- Cu patri e cu patruni, sembe turtu e mmai raggiuna = Col padre e col padrone si avrà sempre torto e mai ragione
- A chiovi e a murì, nun ci vò nindi! = Ci vuole un attimo a piovere e a morire....la caducità delle cose umane
- Na mamma cuverna cintu figli ma cintu figli nunn'arrìvinu a cuvirnà na mamma = Una madre mantiene cento figli, ma cento figli non mantengono una mamma
- Quannu chiovi e malitimpu fà, a casa i l'ati nun ci pui stà = Quando piove e fa brutto tempo non puoi stare in casa degli altri, perché dai fastidio.
- Li figli si vàsanu quannu dormunu = I figli si accarezzano quando dormono: i genitori devono mostrarsi rigidi per poter essere rispettati
- U figliu mutu u capisc't a mamma = Solo l'intuito materno capisce i bisogni del figlio
- Li guai da pignata li sap'a cucchiara = I guai della pentola li sa il cucchiaio, ognuno conosce i problemi della sua famiglia
- Gaddina vecchia fà u brodu bunu = Gallina vecchia fa buon brodo
- A vecchia nù'bbulìa murì pi si m'barà = Non si finisce mai di imparare
- Cu lassa a via vecchia pa via nova, sap'quiddu ca lassa ma nun sap'quiddu ca trova = Chi lascia la strada vecchia per quella nuova, sa quello che lascia ma non sa quello che trova
- Genti allegra Dìu l'aiuta = La gente allegra è aiutata da Dio
- A troppa cumpidenza ghè patruna d'a malacrianza = La troppa confidenza porta alla scostumatezza
- Và cu l' megl'i tì e fànci li spisi = Stai con chi è meglio di te e da cui puoi imparare, a costo di dovere spendere soldi per lui.

### Calabria settentrionale
I seguenti proverbi sono molto comuni nei comuni dell'Alto Ionio Cosentino, anche se trovano riscontro con molte altre versioni simili di altri comuni calabresi e lucani. Quelli che seguono sono alcuni proverbi appartenenti alle radici culturali del dialetto di Albidona:
- A gatta pressarùe fàcide i file cecàte = La gatta frettolosa genera figli ciechi.
- Si rispèttide u cuàne pi ll'amore d'u patrune = Si rispetta il cane per il suo padrone.
- U voie chiàmide cuirnùte u ciucce  = Il bue chiama cornuto l'asino.
- A gatte, si non ci iùncide nu sagàte, dice ch'è fatte u ranciche = La gatta, se non arriva al lardo, dice che è rancido.
- Gi iùte a mi fà a cruce e mi gi cacciàte gl'uocchie = Ho fatto il segno della croce e invece mi sono accecato gli occhi.
- Faci bene e scorde, faci male e pense  = Fai del bene e dimentica di averlo fatto, se fai del male ricordati.
- I solite fàcine venì a viste agli cecàte = Il denaro ridà la vista anche ai ciechi.
- A troppa confidenzia ridùcide a maga criànze = Troppa confidenza diventa causa di maleducazione.